# George Creel
George Creel (1 de diciembre de 1876 - 2 de octubre de 1953) fue un periodista investigador, un político, y especialmente fue famoso por ser el jefe del Comité de información pública una organización de propaganda Norteamericana creada por el presidente Woodrow Wilson durante la Primera Guerra Mundial. 
Publicó sus memorias en How We Advertised America, en 1920, escribiendo además un total de 14 libros a lo largo de su vida.

## Su trabajo durante la Primera Guerra Mundial
Creel reunió a numerosos artistas norteamericanos y crearon miles de pinturas, pósters, historietas, y esculturas promoviendo la guerra. También recogió apoyo de coros, clubes sociales, e instituciones religiosas para unirse a «la mayor aventura en la historia de la publicidad». Reclutó unos 75 000 «hombres de cuatro minutos», quienes hablaban sobre la guerra en eventos sociales durante un tiempo de cuatro minutos, teniendo en cuenta que el tiempo promedio de atención del ser humano se estimaba era de cuatro minutos.
Los temas desarrollados comprendían la conscripción, raciones de guerra, bonos de guerra, jardines de la victoria y las razones por las que se estaba peleando. Estos hombres eran parte del esfuerzo por mantener la moral de la población. Se estima que para el final de la guerra, ellos habían realizado más de 7,5 millones de discursos a 314 millones de personas.
Creel escribió libros y discursos. El libro How the War Came to America fue traducido a muchos idiomas, y se vendieron unos siete millones de ejemplares e incluía el discurso sobre la guerra de Wilson. También creó numerosos panfletos que luego fueron distribuidos con ayuda de los Boy Scouts of America. Se distribuyeron casi 60 millones de panfletos, y hojas de propaganda. Si bien no toda la gente cambió su forma de pensar sobre los esfuerzos para la guerra, Creel tuvo éxito en llegar con el mensaje a toda la gente.
Prestó servicio en el Consejo Regional del Trabajo de San Francisco (San Francisco Regional Labor Board) en 1933 y fue elegido presidente de la Junta Nacional Asesora (National Advisory Board) de la Works Progress Administration en 1935.
Fue un miembro activo del Partido Demócrata y concurrió contra el novelista Upton Sinclair para el cargo de Gobernador de California.
En sus últimos años Creel fue un ferviente anticomunista, y trabajó con el senador Joseph McCarthy y Richard Nixon durante la Amenaza Roja de los últimos años de la década de 1940.
Estuvo casado con la actriz Blanche Bates desde 1912 hasta la muerte de ésta en 1941. Más tarde, Creel residió en el Bohemian Club de San Francisco.